# Масдар
24°25′45″ пн. ш. 54°52′06″ сх. д. / 24.429166666667° пн. ш. 54.868333333333° сх. д.Масдар (араб. مصدر, буквально джерело; інколи Масдар Сіті) — нове місто, заплановане в Абу-Дабі, Об'єднані Арабські Емірати. Створення міста ініційоване урядом Абу-Дабі через державну Компанію розвитку «Мубадала». Спроектоване Британською архітектурною фірмою «Фостер та Партнери», місто буде у повному обсязі покладатися на використання сонячної енергії та інших відтворюваних енергоджерел і матиме стійку екологію з мінімальними викидами вуглекислого газу та сміття. Наразі місто будується за 17 км на південний схід від міста Абу-Дабі, неподалік від Міжнародного аеропорту Абу-Дабі.

## Про проект

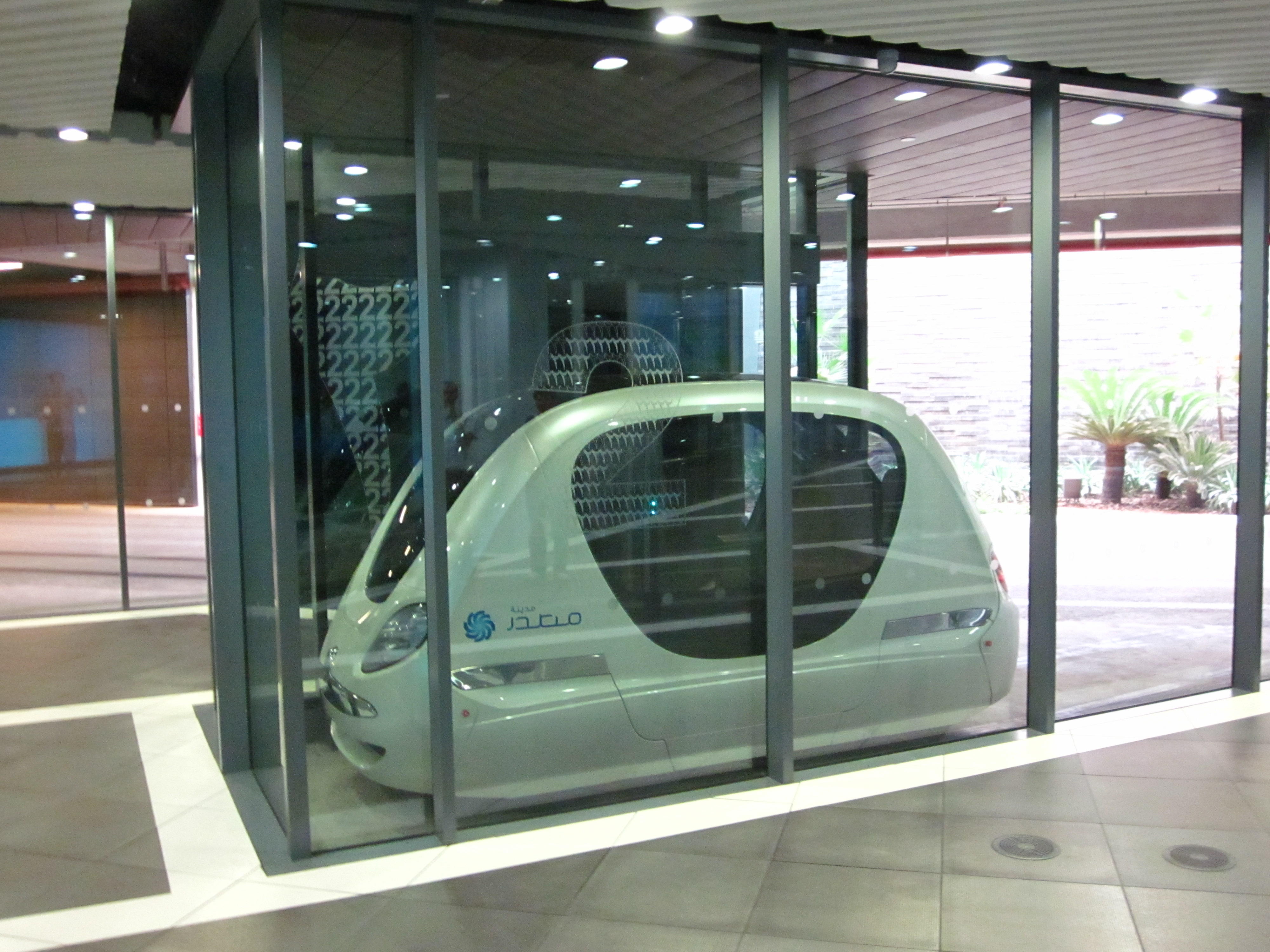
Електричний Персональний автоматичний транспорт (PRT) на станції

Проект керується Компанією майбутньої енергії Абу-Дабі (англ. Abu Dhabi Future Energy Company, ADFEC). Започаткований у 2006 році, він мав заплановану ціну у 22 млрд. доларів США та планований час будівництва у вісім років. Перша фаза будівництва, придатна до заселення, за планом, закінчується у 2009 році. Місто займатиме 6 км² та стане домівкою для 50000 людей та 1500 підприємств, що, головним чином, спеціалізуються на виготовленні та торгівлі екологічно дружніми продуктами; близько 40000 робітників приїжджатиме до міста щодня. Місто стане також домівкою для нового університету — Масдарського інституту фізики та технології (англ. Masdar Institute of Science and Technology, MIST), який співпрацюватиме з Массачусетським технологічним інститутом. Використання автомобілів у місті буде забороненим; транспортування по місту буде здійснюватись засобами публічного та персонального автоматичного транспорту з можливістю виїхати цим транспортом за місто. Масдар буде обнесено стінами, щоб захистити місто від гарячого пустельного вітру. Відсутність автомобілів дозволить створення вузьких тінистих вуличок, які проводитимуть легкий вітерець із одного кінця міста у інший.
Масдар Сіті стане наймолодшим з детально спланованих, високоспеціалізованих, дослідницьких та техномістких муніципалітетів світу, що включають середовище для проживання, таких як Новосибірськ, Росія чи місто науки Цукуба, Японія.
Відомими партнерами проекту, через його Фонд чистих технологій (англ. Clean Tech Fund), є General Electric, BP, Royal Dutch Shell, Mitsubishi, Rolls-Royce, Total S.A., Mitsui та Fiat. Будівництво першої ланки проекту керується компанією CH2M HILL. Розробку головного управління Масдару було доручено компанії «Адріан Сміт + Ґордон Джіл Акітекче» (англ. Adrian Smith + Gordon Gill Architecture).
У 2014 році в місті все ще не почалося масове заселення. Будівництво міста сильно загальмувалося через економічну кризу. Всього у місті жило близько 100 чоловік і працював один магазин із найнеобхіднішими товарами.

## Галерея

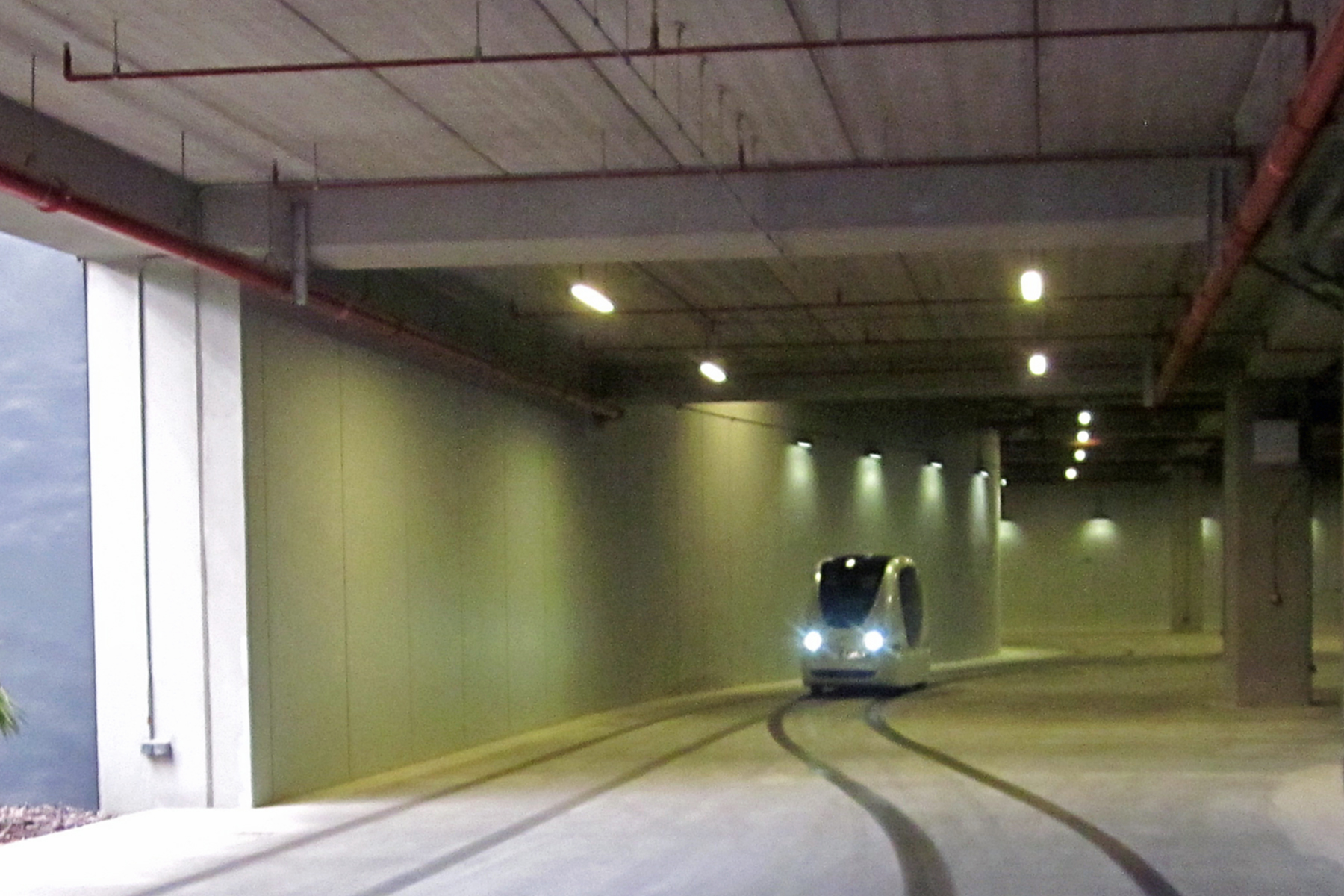
PRT — персональний транспорт, 2012
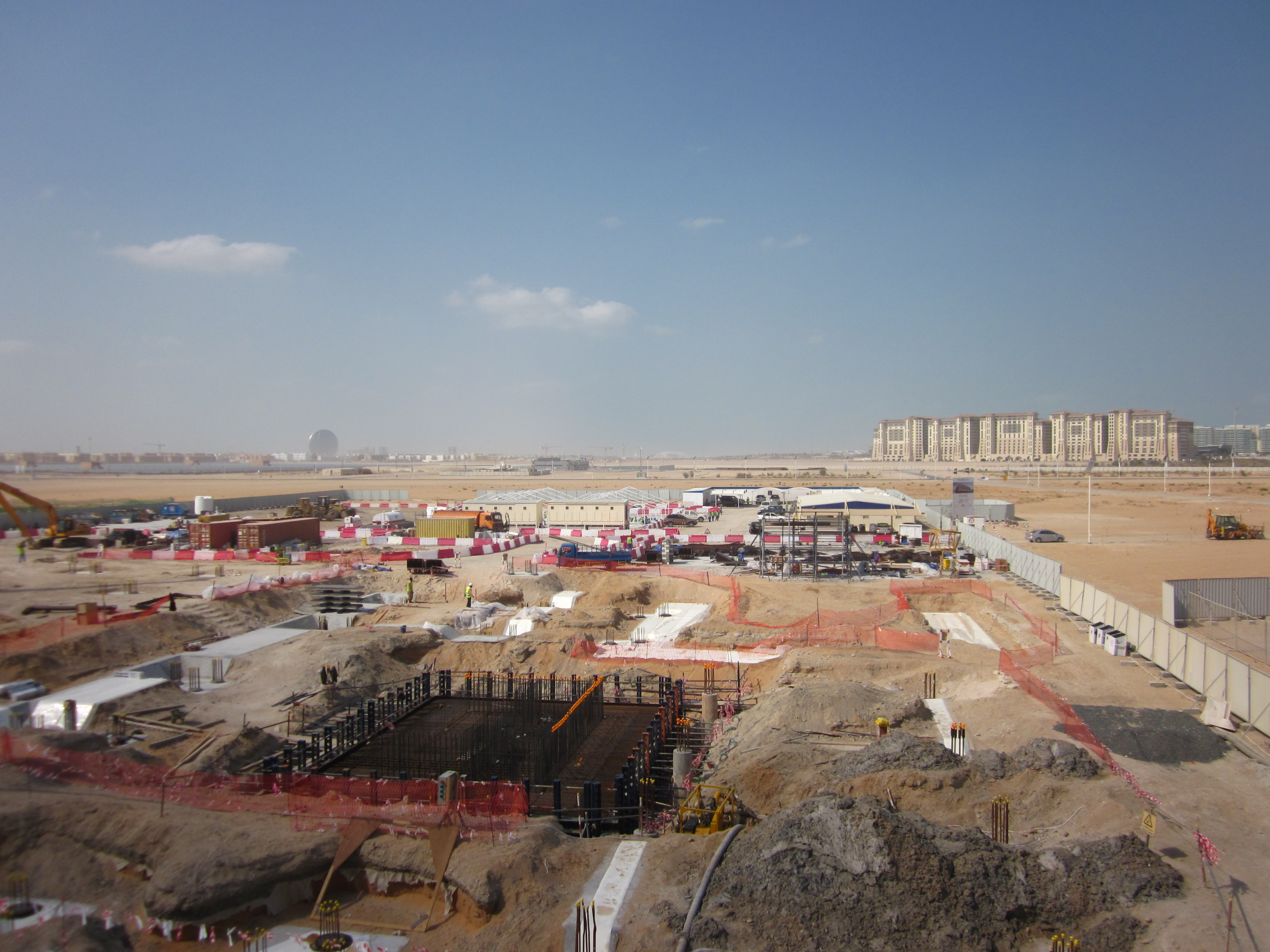
Будівництво міста (2012)